# Wielka heca Bowfingera
Wielka heca Bowfingera (ang. Bowfinger) – amerykańska komedia z 1999 roku w reżyserii Franka Oza.

## Opis fabuły
Reżyser Bobby Bowfinger (Steve Martin), który od lat marzy o nakręceniu kasowego filmu, znajduje się na granicy bankructwa. Producent Renfro (Robert Downey Jr.) obiecuje mu sfinansowanie filmu pod warunkiem, że główną rolę zagra w nim gwiazdor kina akcji, Kit Ramsey (Eddie Murphy). Gdy aktor odrzuca propozycję Bobby'ego, reżyser postanawia filmować go ukrytą kamerą.

## Obsada
- Steve Martin – Bobby Bowfinger
- Eddie Murphy – Kit Ramsey
- Heather Graham – Daisy
- Christine Baranski – Carol
- Jamie Kennedy – Dave
- Adam Alexi-Malle – Afrim
- Kohl Sudduth – Slater
- Robert Downey Jr. – Jerry Renfro
- Terence Stamp – Terry Stricter
- Ramiro Fabian – Sanchez
- Barry Newman – Hal Mclean